# Lewis Arquette
Lewis Michael Arquette, född 14 december 1935 i Chicago, Illinois, död 10 februari 2001 i Los Angeles, Kalifornien (hjärtsvikt), var en amerikansk skådespelare. Arquette är troligen främst känd för sin roll som "J.D. Pickett" i TV-serien Familjen Walton. Han är far till Rosanna, Richmond, Patricia, Alexis och David Arquette och är själv son till komikern Cliff Arquette.

## Filmografi i urval
- 1978–1981 – Familjen Walton (TV-serie)
- 1983 – Off the Wall
- 1984 – Sherlock Hund (röst)
- 1986 – En annorlunda tjej
- 1988 – Dance 'til Dawn
- 1988 – Två systrar för mycket
- 1989 – Kikis expressbud (röst)
- 1989 – Tango & Cash
- 1991 – Book of Love
- 1995 – Wild Side
- 1995 – Waiting for Guffman
- 1996 – Kid Cop
- 1996 – Kiss & Tell
- 1996 – Fox Hunt, the Movie
- 1997 – Scream 2
- 1997 – Born Bad
- 1997 – A River Made to Drown In
- 1998 – Almost Heroes
- 2000 – Ready to Rumble
- 2000 – Best in Show
- 2001 – Snowbiz